# Sud'ba barabanščika
Sud'ba barabanščika (Судьба барабанщика) è un film del 1955 diretto da Viktor Vladislavovič Ėjsymont.